# Waslala
Waslala è un comune del Nicaragua facente parte della Regione Autonoma Atlantico Nord.

## Toponimo
Il termine Waslala ha origine indigena, che significa fiume d'argento (Río De Plata).